# Wolfgang Öxler
Wolfgang Öxler OSB (* 1. Mai 1957 in Dillingen an der Donau als Erwin Öxler) ist ein deutscher Erzieher, Benediktiner und Erzabt der Erzabtei Sankt Ottilien.

## Leben
In seiner Geburtsstadt machte Erwin Öxler von 1976 bis 1979 eine Ausbildung zum Erzieher in der ansässigen Fachakademie für Sozialpädagogik, die seinerzeit unter der Trägerschaft der Dillinger Franziskanerinnen stand. Folgend arbeitete er im damaligen Internat der Ottillianer und studierte anschließend zuerst Religionspädagogik an der Katholischen Universität Eichstätt, Abteilung München, dann Theologie (1981 bis 1987) an der Ludwig-Maximilians-Universität München.
1979 trat Öxler in das Kloster der Missionsbenediktiner in St. Ottilien ein. Dort erhielt er als Benediktinermönch den Ordensnamen des hl. Wolfgang, legte 1983 die feierliche Profess ab und wurde schließlich 1988 zum Priester geweiht. In den Jahren 1987–1988 wirkte er als Diakon in Altenstadt (Oberbayern) und am Aktionszentrum im Kloster Benediktbeuern. Nach seiner Priesterweihe wurde Öxler Präfekt des Internats des Rhabanus-Maurus-Gymnasiums St. Ottilien, wo er als Religionslehrer wirkte. Anschließend arbeitete er im Exerzitienhaus des Klosters. Dort widmete sich der musikverbundene Geistliche insbesondere der Jugendarbeit.
2009 wurde Öxler zum Prior des abhängigen Priorates Kloster Jakobsberg ernannt und dort Leiter des Bildungshauses. Am 17. Dezember 2012 wählte ihn das Wahlkapitel in St. Ottilien auf unbestimmte Zeit zum siebenten Erzabt der Benediktiner-Erzabtei von St. Ottilien in Oberbayern, des Stammklosters der Ottilianer Benediktinerkongregation.
Am 20. Januar 2013 erfolgte seine Abtsbenediktion und Amtseinführung durch Bischof Konrad Zdarsa in der Abteikirche in St. Ottilien. Sein Leitspruch lautet: Gottesvoll den Menschen nah.

## Schriften
- mit Andrea Göppel: Haltestellen für die Seele. Gedanken für den Weg durchs Leben. Herder, Freiburg im Breisgau 2021, ISBN 978-3-451-03279-0.
- mit Andrea Göppel: Freie Räume für mehr Leben. Der Seele Weite geben. Herder, Freiburg im Breisgau 2022, ISBN 978-3-451-03379-7.
- mit Andrea Göppel: Bleib deiner Sehnsucht auf der Spur. Schatzkarte für die Seele. Herder, Freiburg im Breisgau 2023, ISBN 978-3-451-03427-5.

## Quelle
- Löbhard Romi: „Froh, dass er wieder da ist“. Benediktion Wolfgang Öxler wurde gestern zum Erzabt geweiht, (Öxlers Einführung als Erzabt am 20. Januar 2013 in St. Ottilien), in der Donau-Zeitung vom Montag, 21. Januar 2013, S. 25, Nr. 17.